# Franz Geissenhof
Franz Geissenhof (15. září 1753, Füssen – 1. ledna 1821, Vídeň) byl rakouský mistr houslař. 

## Život

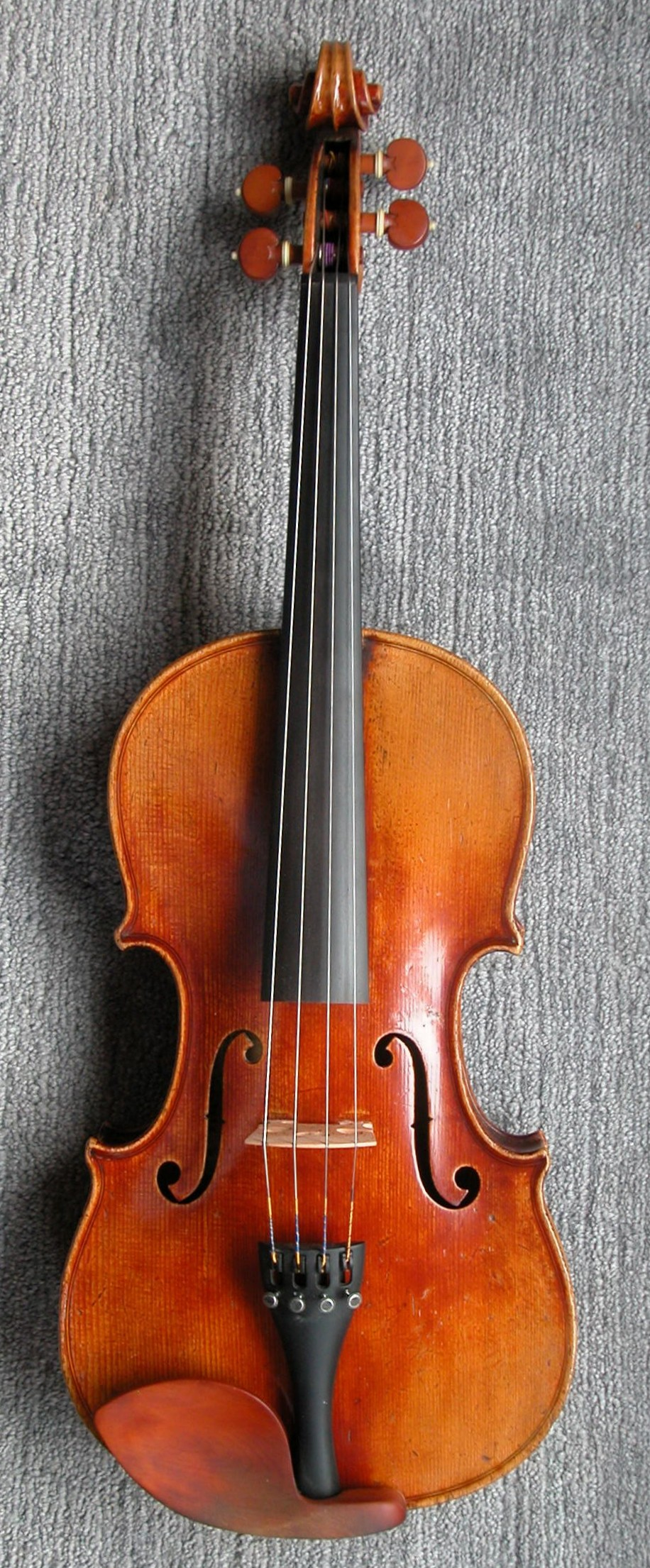
Viola vyrobena Franzem Geissenhofem ve Vídni v roce 1813

Houslařskému řemeslu se učil u vídeňského houslaře Johanna Georga Thira, jehož dílnu po jeho smrti v roce 1781 Geissenhof převzal a pokračoval v jejím chodu. Zpočátku výroba pokračovala ve stylu jeho učitele založené na vídeňské škole. Později začal Geissenhof s výrobou svého modelu s vysokým klenutím houslí. Pro toto období mají housle zde vyrobené typický tmavý tence nanášený lak.
V 90. letech 18. století se Geissenhof seznámil s italskými houslařskými mistry a jejich tvorba ho inspirovala k úpravě a dalším vývoji svého modelu houslí. Okolo roku 1800 už byla jeho tvorba téměř výhradně ve stylu Antonia Stradivariho. Na základě detailů na Geissenhofových houslích z této doby je možné tvrdit, že studoval množství hudebnin z dílny cremonských mistrů houslařů. Typickým se pro Geissenhofa stalo používání tmavě fialovo-červeného laku (v pozdějším období používal také světlejší laky). Pro svou tvorbu mu bylo občas přezdíváno Vídeňský Stradivari (Wiener Stradivari). 
Je pohřben na vídeňském hřbitově Sankt Marxer, kde je uložen se svoji ženou, která ho přežila o 14 měsíců,
Jedním z Geissenhofových žáků byl Johann Georg Stauffer, který se později stal známým jako tvůrce kytar a vynálezce arpeggione.